# Sala de conciertos

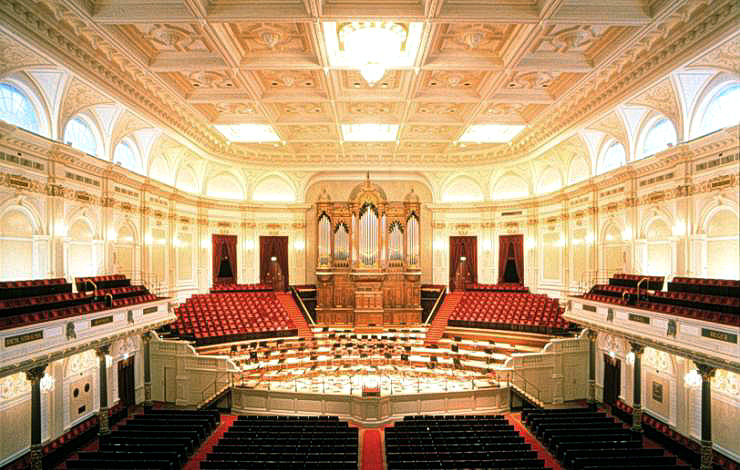
El Concertgebouw de Ámsterdam.

Una sala de conciertos es un local dedicado a interpretaciones de música en vivo, normalmente de conciertos de música clásica. El término se suele aplicar habitualmente a espacios con capacidad suficiente para albergar una gran orquesta sinfónica, acompañada o no de un coro, y a la cantidad de público que suele asistir a este tipo de eventos culturales.

## Historia y tipología
Las grandes salas de conciertos nacieron en Europa a inicios del siglo XIX, acompañando al desarrollo de la música escrita para formaciones orquestales cada vez mayores, y al del concierto como acto social, abierto para el público en general, en lugar de reservarse a círculos reducidos, patrocinados por la realeza, la aristocracia o la burguesía.
Las primeras salas de conciertos centroeuropeas se construyeron en planta rectangular, con el escenario para la orquesta situado en uno de los extremos, y el público sentado, encarado hacia ella. Esta disposición es heredera de la forma de los salones de banquetes y las salas de equitación donde se empezaron a celebrar estos eventos. El modelo europeo parte de la construcción de la Altes Gewandhaus en Leipzig (1780), en la que se remodeló una sala preexistente en un edificio público. Las construcciones expresamente diseñadas para este fin comenzaron con el Schauspielhaus de Berlín (1821) (hoy reconstruido como Konzerthaus). Ya al final del siglo aumenta notablemente el tamaño y la capacidad de las salas, siendo la Musikverein de Viena (1870), el Concertgebouw de Ámsterdam (1888), o el Neues Concerthaus de Leipzig (Segundo Gewandhaus, 1884) los modelos a seguir. Una variante de este modelo es la gran sala de forma circular, con gran capacidad de público y de escenario, del Royal Albert Hall, en Londres (1871). Ya en el siglo XX, la novedosa construcción de la Philharmonie de Berlín (1963), con el escenario en el centro de la sala y el público en sucesivas terrazas a su alrededor, siempre a corta distancia de los intérpretes, inaugura un nuevo modelo que se ha reproducido frecuentemente desde entonces. 